# Isabella av Gloucester
Isabella av Gloucester, född 1173, död 1217, var en engelsk vasall såsom vasallgrevinna av Gloucester, och den första gemålen till kung Johan I av England. 

## Biografi
Isabella var dotter till greve Wilhelm av Gloucester och Hawise de Beaumont och sondotter till en av Henrik I av Englands illegitima söner. Vid sin fars död 1183 ärvde hon grevedömet Gloucester. Vigseln mellan Isabella och prins Johan ägde rum år 1189. Paret fick inga barn. Äktenskapet annullerades strax efter Johans trontillträde 1199, officiellt på grund av släktskap i förbjudna led.
Johan behöll grevedömet Gloucester efter att deras äktenskap ogiltigförklarats och förlänade det till hennes systerson Amaury år 1200. Då Amaury dog barnlös 1213 fick Isabella tillbaka grevedömet. Isabella gifte 1214 om sig med Geoffrey FitzGeoffrey de Mandeville, earl av Essex, och 1217 med Hubert de Burgh, earl av Kent.